# Hägersten-Liljeholmen
Hägersten-Liljeholmen est un quartier, ancien district du Sud de Stockholm, en  Suède.
Il couvre les arrondissements de Fruängen, Hägersten, Hägerstensåsen, Mälarhöjden, Västertorp, Liljeholmen, Aspudden, Gröndal, Midsommarkransen et Västberga.

## Histoire
Hägersten-Liljeholmen a été créé le 1er janvier 2007 par la fusion des districts de Hägersten et de Liljeholmen.
Il fusionne avec celui de Älvsjö en 2020 pour former le district de Hägersten-Älvsjö.